# Jaderná elektrárna Cernavodă
Jaderná elektrárna Cernavodă (rumunsky Centrala Nucleară de la Cernavodă) se nachází u města Cernavodă v Rumunsku. Jsou v ní v provozu pouze dva z původně plánovaných pěti reaktorů. Jakožto jediná jaderná elektrárna v Rumunsku dodává přibližně 20 % elektřiny v zemi. Elektrárnu vlastní a provozuje rumunská státní společnost Nuclearelectrica.

## Historie a technické informace

### Počátky
První záměr na výstavbu jaderné elektrárny v Rumunsku vznikl v 60. letech. V té době země shromáždila poznatky nezbytné pro technologické rozhodnutí o zavedení jaderné energie. V roce 1970 bylo definitivně rozhodnuto o výstavbě první jaderné elektrárny.

#### Jaderná elektrárna Olt
V roce 1975 země začala spolupracovat se Sovětským svazem na výstavbě jaderné elektrárny Olt s jedním reaktorem VVER-440. Vzhledem k tomu, že Rumunská strana požadovala dovybavení kontejnmentem, které v té době nebylo možné, jelikož Sovětský svaz VVER-440 s kontejnmentem prozatím nenabízel a VVER-1000 byl příliš velký. Z tohoto důvodu byla elektrárna přesunuta do Izvoare a pod projektem Moldavské jaderné elektrárny.
V roce 1977 země uzavřela smlouvu s Kanadou o spolupráci v oblasti civilního využívání jaderné energie. Na tomto základě odborníci z obou zemí přepracovali možné typy reaktorů a vypracovali studii proveditelnosti, která měla zhodnotit výstavbu jaderné elektrárny na bázi reaktorů CANDU-6. Protože potenciál byl velký, Kanada pomohla vytvořit udržitelnou infrastrukturu pro program výstavby jaderných elektráren, který předpokládal výstavbu celkem dvanácti CANDU-6 v několika elektrárnách a tří VVER-1000/320 v Moldavské jaderné elektrárně.

### Výstavba

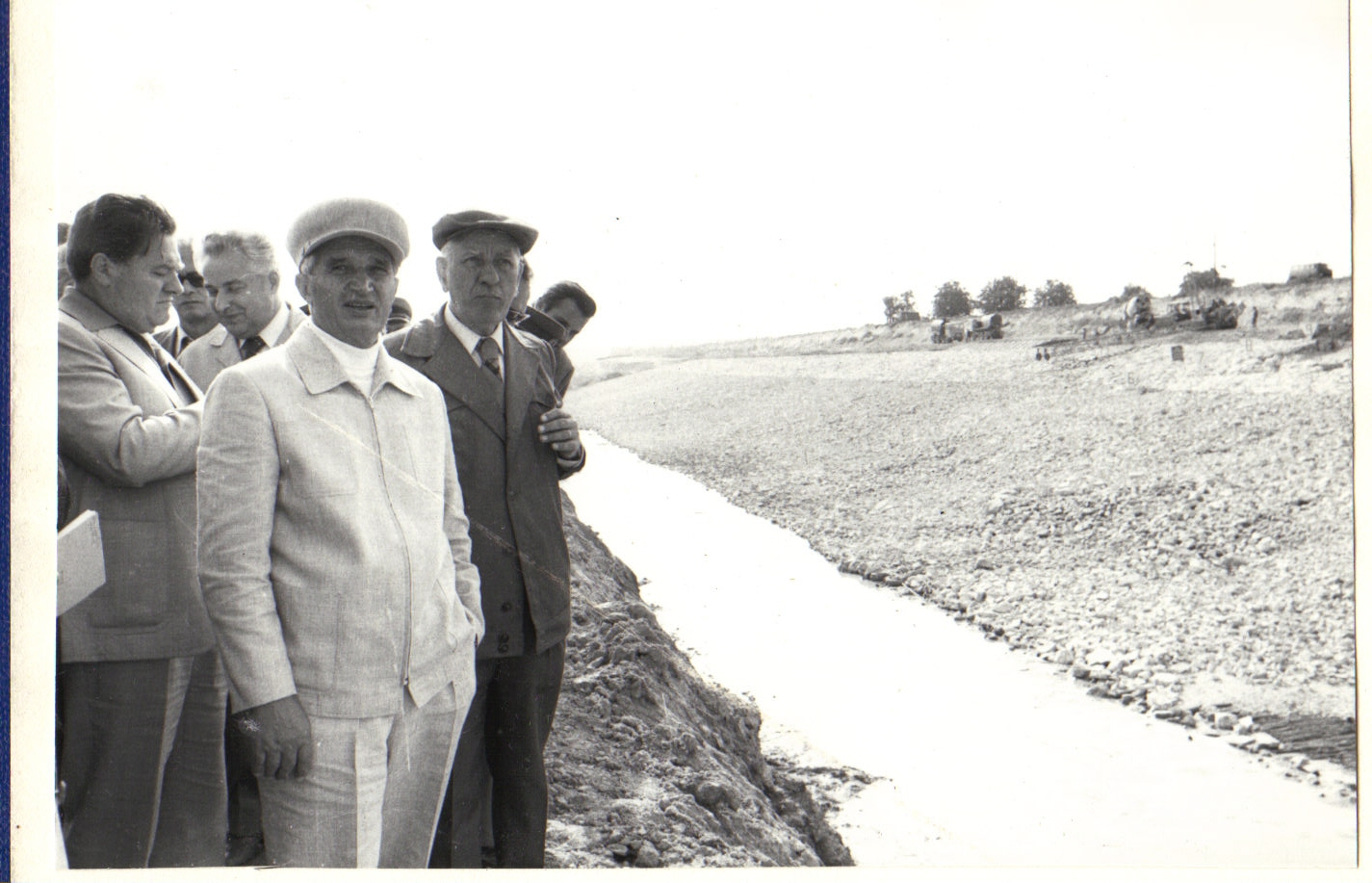
Rumunský vůdce Nicolae Ceaușescu na staveništi elektrárny

#### Blok 1
Tehdejší státní podnik Romenergo objednal první blok u Atomic Energy of Canada Limited v říjnu 1978. AECL byla zodpovědná za dodávku a výstavbu jaderného ostrova a Romenergo měl obstarat výstavbu nejaderné části elektrárny. Smlouva vstoupila v platnost 11. května 1979. Dne 17. července 1980 navštívil Nicolae Ceaușescu staveniště jaderné elektrárny. V roce 1981 byla Babcock & Wilcox Canada pověřena výrobou parogenerátorů.
Výstavba prvního bloku byla zahájena 1. července 1982. Jedná se o těžkovodní jaderný reaktor CANDU-6 s hrubým výkonem 706 MW a čistým výkonem po odečtením vlastních potřeb 651 MW. Uvedení bloku do provozu se plánovalo již v roce 1987, ale tento harmonogram nebylo možné dodržet, protože socialistické Rumunsko nemělo v dispozici dostatek deviz a proto bylo tempo výstavby sníženo. V roce 1985 byl rok spuštění odložen na rok 1989. Podle porevolučního harmonogramu z roku 1991 se předpokládalo uvedení do provozu v roce 1994. Kvůli vylepšením provedeným Kanadou musela být synchronizace sítě opět odložena na únor nebo březen 1995. Později kvůli problémům s dodávkami se zařízením a financováním bylo uvedení do provozu odloženo na rok 1996. Reaktor poprvé dosáhl kritičnosti 16. dubna 1996. Připojení blok k síti proběhlo 11. července 1996 a do komerčního provozu blok konečně vstoupil 2. prosince 1996.

#### Blok 2
Výstavba prvního bloku byla oficiálně zahájena 1. července 1983. Hrubý výkon bloku je 705 MW a čistý 655 MW. Ve stejném roce vůdce země navštivil staveniště elektrárny, aby si výstavbu opět prohlédl. Odlévání budovy reaktoru začalo v listopadu 1983. Do konce roku 1989 byl blok dokončen zhruba z 30%. V lednu 1990 se nová vláda v Bukurešti rozhodla výstavbu druhého bloku zastavit. V květnu 1990 však již probíhala jednání mezi Rumunskem a Kanadou o dokončení druhého bloku společně s prvním. Po zhruba roce vyjednávání bylo v srpnu 1991 rozhodnuto prozatím dokončit jen první blok. Práce však nebyly přerušeny úplně, jelikož bylo nutné opravit předešlé nesprávné změny v projektu, které byly učitěny, aby byla elektrárna levnější. Tyto opravy provedlo samo Rumunsku dle pokynů Kanady. Po dokončení techto oprav byly práce na bloku v roce 1993 zastaveny. Práce byly obnoveny až v roce 1996. Začátkem roku 1997 rumunská vláda prohlásila dostavbu 2. bloku za projekt národního významu. Druhý blok poprvé dosáhl kritičnosti 6. května 2007 a do sítě byl připojen 7. srpna 2007. Komerční provoz konečně nastal až 28. září 2007. Výstavba druhého bloku trvala 24 let.

#### Bloky 3 a 4
Výstavba třetího a čtvrtého bloku byla zahájena 9. února 1984 a 15. srpna 1985, ale v roce 1990 byla zastavena a od té doby žádné práce neprobíhají. Termín spuštění v roce 1990 již stanoven nebyl. V červnu 2002 učinilo Rusko nabídku na dostavbu třetího bloku instalací reaktorů VVER-1000, podobně jako v JE Búšehr, která měla mít původně reaktory Německé výroby. Rumunsko na tuto nabídku blíže nereagovalo.
V červnu 2023 vláda Rumunska podepsala dohodu s rumunským státním podnikem a provozovatelem elektrárny Nuclearelectrica o přípravě dostavby bloků 3 a 4 jaderné elektrárny Cernavodă. Tehdy se plánovalo, že bloky přejdou do komerčního provozu v letech 2030 a 2031. V srpnu 2024 bylo oznámeno, že v říjnu 2024 bude podepsán kontrakt na dostavbu 3. a 4. bloku jaderné elektrárny. Datum spuštění bylo upraveno na 2031, respektive 2032.

#### Blok 5
Výstavba pátého bloku byla zahájena 12. května 1987. Hrubý výkon měl být 706 MW a čistý 655 MW. Výstavba byla zastavena v roce 1990. Původně bylo plánováno dříve nebo později dokončit všechny bloky, ale 11. března 2014 byla výstavba na základě neoptimálnímu podloží zrušena. Zajímavostí je, že elektrárna měla mít původně bloky 4, ale na příkaz Ceaușesca byl přidán pátý blok.

## Informace o reaktorech
| Reaktor     | Typ reaktoru | Výkon  | Výkon  | Zahájení výstavby | Připojení k síti             | Uvedení do provozu           | Uzavření |
| Reaktor     | Typ reaktoru | Čistý  | Hrubý  | Zahájení výstavby | Připojení k síti             | Uvedení do provozu           | Uzavření |
| ----------- | ------------ | ------ | ------ | ----------------- | ---------------------------- | ---------------------------- | -------- |
| Cernavodă-1 | CANDU-6      | 651 MW | 706 MW | 1. 7. 1982        | 11. 7. 1996                  | 2. 12. 1996                  |          |
| Cernavodă-2 | CANDU-6      | 655 MW | 705 MW | 1. 7. 1983        | 7. 8. 2007                   | 28. 9. 2007                  |          |
| Cernavodă-3 | CANDU-6      | 655 MW | 706 MW | 9. 2. 1984        |                              | 2031                         |          |
| Cernavodă-4 | CANDU-6      | 655 MW | 706 MW | 15. 8. 1985       |                              | 2032                         |          |
| Cernavodă-5 | CANDU-6      | 655 MW | 706 MW | 12. 5. 1987       | Výstavba zrušena 11. 3. 2014 | Výstavba zrušena 11. 3. 2014 |          |